# Chery Tiggo 5
- Не следует путать с Chery Tiggo 5x, известным в России как Chery Tiggo 4

Chery Tiggo 5 — выпускавшийся в 2013—2021 годах кроссовер китайской компании Chery.

## История
Модель представлена в ноябре 2013 года на автосалоне в Гуанчжоу, продажи начаты 5 декабря 2013 года.
В октябре 2015 года модель прошла фейслифт: другая решетка радиатора и бамперы, изменённая оптика.
В продаже на рынке Китая оставалась до июля 2021 года, всего продано 259 076 экземпляров.
Также в Китае с 2017 по 2020 год предлагалась под суббрендом Cowin как Cowin X5, продано 25 632 экземпляра.
На рынке России была представлена с 2014 по 2020 год, собиралась на заводе «Дервейс», продано 5941 экземпляр.
В Италии с 2017 по 2021 год продавалась под названием DR 6 итальянской компании DR Automobiles.
На некоторых рынках Южной Америки модель продавалась под названием Chery Grand Tiggo.

## Технические характеристики
Это вторая модель линейки Tiggo после Chery Tiggo 3, немного крупнее, и на тот момент ставшая флагманской моделью компании.
Построен на платформе собственной разработки iAUTO — на ней же создан, например, Arrizo 7. Конструкция подвески унаследована с предыдущей модели Т11 (Chery Tiggo FL, архитектура которой в свою очередь повторяет Toyota RAV4), отличия в чуть больших размерах и других настройках спереди — типа Мак-Ферсона, сзади — трёхрычажная подвеска, аналогичная модели T11, но пружины усилены и рассчитаны на больший вес:.
Двигатели — 1,5-литровый бензиновый турбомотор SQRE4T15 мощностью 152 л. с. или 2,0-литровая «четверка» SQR484F мощностью 136 л. с.
Коробка передач — 5-ступенчатая «механика» QR525MHE или «вариатор» QR019CHA.
Привод — только передний.

## Безопасность
По результатам краш-теста 2015 года по китайской методике C-NCAP модель набрала 52,9 балла, что соответствует «5 звёздам».

## Галерея
Chery Tiggo 5 выпуска 2013—2015 годов и после фейслифта 2015—2021 годов:
Модель под китайским суббрендом Cowin и итальянской компании DR Automobiles:
- Cowin X5
- Cowin X5

- DR6
- DR6

## В России
На рынке России модель присутствовала в 2014—2021 годах, всего в России было реализовано 5941 единиц.
Модель была представлена на Московском автосалоне в августе 2014 года, стала доступна для предзаказа с июня 2014 года. С сентября 2014 и до середины 2018 года выпускалась на заводе «Дервейс», затем год распродавались складские запасы автомобилей, и лишь с лета 2019 года в продажу поступили автомобили китайского производства.
Для российского рынка был доступен лишь один вариант двигателя — 2,0-литровый мощностью 136 л. с. в паре с 5-ступенчатой «механикой» или с «вариатором». Модель предлагалась в семи версиях оснащения комплектаций Standard, Comfort и Luxury Версия рестайлинга 2015 года с новой решёткой радиатора и оптикой была доступна в России с декабря 2016 года.
Модель регулярно входила в ТОП-10 самых продаваемых автомобилей китайских марок, но на последних строчках, существенно уступая Lifan X60, Chery Tiggo 3, по продажам будучи примерно на одном уровне с Changan CS35 и появившимся в 2018 году Haval H6. В июле 2020 года было объявлено о завершении продажи в России Tiggo 5, до 2021 года распродавались складские запасы.
Модель заслужила неплохую репутацию, машины с пробегом пользуются спросом, в 2020 году журнал «За рулём» включил модель на третьем месте среди китайских кроссоверов с пробегом.

Слишком массовым и известным его не назовешь, а вот довольно удачным — вполне можно. Он лишен многих недостатков «типичного китайского» автомобиля. — журнал «За рулём», 2022 год

## Тест-драйвы
- Chery Tiggo 5. По всем статьям  // АвтоМир, № 33, 2014
- Амбиции Tiggo 5 // Журнал «Тест-Драйв», № 24, 2015
- Renault Duster против Chery Tiggo 5 и Brilliance V5. Царь горы и мятежники // 5 колесо, № 2, 2015
- Chery Tiggo 5 против Hyundai Creta: что в конфетной обертке? // За рулём, № 2, 2017
- 5 причин покупать и не покупать Chery Tiggo 5 // Колёса.ру, 29 сентября 2020
- Отзывы о кроссовере Chery Tiggo 5: неплох, но непредсказуем // 23 ноября 2021
- Найден «китаец» до 1 млн рублей и с отличной репутацией // За рулём, № 7, 2022